# Mistrzostwa Świata w Piłce Siatkowej Mężczyzn 2018 (eliminacje strefy AVC)
Eliminacje strefy AVC do Mistrzostw Świata w Piłce Siatkowej Mężczyzn 2018 odbywały się w trzech rundach kwalifikacyjnych i brały w nich udział 23 reprezentacje. Eliminacje wyłoniły 4 zespoły, które awansowały do Mistrzostw Świata w Piłce Siatkowej Mężczyzn 2018.

## Uczestnicy
W eliminacjach uczestniczyły 23 z 65 członków federacji AVC. Pięć zespołów najwyżej sklasyfikowanych w rankingu FIVB z października 2015 r. rozpoczęło rozgrywki od trzeciej rundy. Drużyny z Azji Centralnej, poza trzema najwyżej w rankingu, rozpoczęły rozgrywki od pierwszej rundy. Pozostałe drużyny w ramach drugiej rundy rozegrały turnieje kwalifikacyjne w swoich strefach regionalnych.
| Drużyny rozpoczynające od trzeciej rundy        | Drużyny rozpoczynające od pierwszej rundy Azja Centralna          | Drużyny rozpoczynające od drugiej rundy Azja Wschodnia | Drużyny nieuczestniczące w eliminacjach | Drużyny nieuczestniczące w eliminacjach |
| ----------------------------------------------- | ----------------------------------------------------------------- | ------------------------------------------------------ | --- | --- |
| Iran Australia Japonia Chiny Korea Południowa   | Bangladesz Kirgistan Malediwy Afganistan* Turkmenistan*           | Chińskie Tajpej Makau                                  | Arabia Saudyjska Bahrajn Bhutan Brunei Filipiny Guam Hongkong Indonezja Irak Jemen Jordania Kambodża Kiribati Korea Północna Kuwejt Laos Liban Malezja Mariany Północne Mikronezja Mongolia Nauru | Nepal Niue Oman Palau Palestyna Papua-Nowa Gwinea Polinezja Francuska Samoa Samoa Amerykańskie Singapur Sri Lanka Syria Tadżykistan Timor Wschodni Tuvalu Uzbekistan Vanuatu Wyspy Cooka Wyspy Marshalla Wyspy Salomona |
| Iran Australia Japonia Chiny Korea Południowa   | Drużyny rozpoczynające od drugiej rundy Azja Centralna            | Chińskie Tajpej Makau                                  | Arabia Saudyjska Bahrajn Bhutan Brunei Filipiny Guam Hongkong Indonezja Irak Jemen Jordania Kambodża Kiribati Korea Północna Kuwejt Laos Liban Malezja Mariany Północne Mikronezja Mongolia Nauru | Nepal Niue Oman Palau Palestyna Papua-Nowa Gwinea Polinezja Francuska Samoa Samoa Amerykańskie Singapur Sri Lanka Syria Tadżykistan Timor Wschodni Tuvalu Uzbekistan Vanuatu Wyspy Cooka Wyspy Marshalla Wyspy Salomona |
| Iran Australia Japonia Chiny Korea Południowa   | Indie** Kazachstan Pakistan                                       | Chińskie Tajpej Makau                                  | Arabia Saudyjska Bahrajn Bhutan Brunei Filipiny Guam Hongkong Indonezja Irak Jemen Jordania Kambodża Kiribati Korea Północna Kuwejt Laos Liban Malezja Mariany Północne Mikronezja Mongolia Nauru | Nepal Niue Oman Palau Palestyna Papua-Nowa Gwinea Polinezja Francuska Samoa Samoa Amerykańskie Singapur Sri Lanka Syria Tadżykistan Timor Wschodni Tuvalu Uzbekistan Vanuatu Wyspy Cooka Wyspy Marshalla Wyspy Salomona |
| Drużyny rozpoczynające od drugiej rundy Oceania | Drużyny rozpoczynające od drugiej rundy Azja Południowo-Wschodnia | Drużyny rozpoczynające od drugiej rundy Azja Zachodnia | Arabia Saudyjska Bahrajn Bhutan Brunei Filipiny Guam Hongkong Indonezja Irak Jemen Jordania Kambodża Kiribati Korea Północna Kuwejt Laos Liban Malezja Mariany Północne Mikronezja Mongolia Nauru | Nepal Niue Oman Palau Palestyna Papua-Nowa Gwinea Polinezja Francuska Samoa Samoa Amerykańskie Singapur Sri Lanka Syria Tadżykistan Timor Wschodni Tuvalu Uzbekistan Vanuatu Wyspy Cooka Wyspy Marshalla Wyspy Salomona |
| Fidżi Nowa Zelandia Tonga                       | Mjanma Tajlandia Wietnam                                          | Katar Zjednoczone Emiraty Arabskie                     | Arabia Saudyjska Bahrajn Bhutan Brunei Filipiny Guam Hongkong Indonezja Irak Jemen Jordania Kambodża Kiribati Korea Północna Kuwejt Laos Liban Malezja Mariany Północne Mikronezja Mongolia Nauru | Nepal Niue Oman Palau Palestyna Papua-Nowa Gwinea Polinezja Francuska Samoa Samoa Amerykańskie Singapur Sri Lanka Syria Tadżykistan Timor Wschodni Tuvalu Uzbekistan Vanuatu Wyspy Cooka Wyspy Marshalla Wyspy Salomona |

* – Drużyna wycofała się przed rozpoczęciem rozgrywek
**– Drużyna wykluczona z rozgrywek przez FIVB

## Pierwsza runda kwalifikacyjna (runda substrefowa)
Z drużyn strefy Azji Centralnej do eliminacji zgłosiło się 8 reprezentacji, dlatego 5 najniżej sklasyfikowanych w rankingu FIVB z tych zespołów miało rozegrać wstępne eliminacje. Dwie reprezentacje jednak wycofały się z rozgrywek: Afganistan oraz, w ostatniej chwili, Turkmenistan. Ostatecznie do rundy substrefowej przystąpiły 3 zespoły.
Wśród uczestniczących reprezentacji został wybrany gospodarz turnieju. Rozgrywki były prowadzone systemem kołowym, „każdy z każdym” bez meczów rewanżowych. Zwycięzca turnieju awansował do drugiej rundy kwalifikacyjnej.

### Azja Centralna I
Gazprom Sports and Recreation Center, Czołponata, Kirgistan
     Awans do drugiej rundy kwalifikacyjnej
| Lp. | Drużyna    | Mecze | Mecze   | Mecze   | Pkt | Sety | Sety | Sety  | Małe punkty | Małe punkty | Małe punkty |
| Lp. | Drużyna    | M     | W (3:2) | P (2:3) | Pkt | wyg. | prz. | ratio | zdob.       | str.        | ratio       |
| --- | ---------- | ----- | ------- | ------- | --- | ---- | ---- | ----- | ----------- | ----------- | ----------- |
| 1   | Kirgistan  | 2     | 2 (0)   | 0 (0)   | 6   | 6    | 0    | MAX   | 151         | 112         | 1.348       |
| 2   | Bangladesz | 2     | 1 (0)   | 1 (0)   | 3   | 3    | 4    | 0.750 | 152         | 168         | 0.905       |
| 3   | Malediwy   | 2     | 0 (0)   | 2 (0)   | 0   | 1    | 6    | 0.167 | 145         | 168         | 0.863       |

Źródło: asianvolleyball.net
Punktacja: 3:0 i 3:1 – 3 pkt; 3:2 – 2 pkt; 2:3 – 1 pkt; 1:3 i 0:3 – 0 pkt
Zasady ustalania kolejności: 1. liczba zwycięstw; 2. liczba punktów; 3. stosunek setów; 4. stosunek małych punktów; 5. bilans w bezpośrednich meczach
| Data       | Godz. | Drużyna 1  | Wynik | Drużyna 2  | 1     | 2     | 3     | 4     | 5 | Widzów | *        |
| ---------- | ----- | ---------- | ----- | ---------- | ----- | ----- | ----- | ----- | - | ------ | -------- |
| 2016-09-15 | 17:30 | Kirgistan  | 3:0   | Bangladesz | 25:19 | 25:16 | 26:24 |       |   |        | Rezultat |
| 2016-09-16 | 17:00 | Bangladesz | 3:1   | Malediwy   | 28:26 | 25:21 | 15:25 | 25:20 |   |        | Rezultat |
| 2016-09-17 | 17:00 | Kirgistan  | 3:0   | Malediwy   | 25:16 | 25:18 | 25:19 |       |   |        | Rezultat |

## Druga runda kwalifikacyjna (runda strefowa)
Każda z pięciu stref przeprowadza swoje kwalifikacje, w których zespoły walczą o awans do trzeciej rundy. W strefach zostali wybrani gospodarze turniejów grupowych. Rozgrywki były prowadzone systemem kołowym, „każdy z każdym” bez meczów rewanżowych. Zwycięzcy z każdej strefy awansowali do trzeciej rundy kwalifikacyjnej.

### Azja Centralna II
W tym etapie eliminacji oprócz Kazachstanu, Pakistanu i zwycięzcy rundy substrefowej miała uczestniczyć również reprezentacja Indii. Drużyna ta została jednak wykluczona z turnieju wskutek zawieszenia Federacji Piłki Siatkowej Indii przez FIVB, związanego z wewnętrznymi problemami krajowej federacji.
 Gazprom Sports and Recreation Center, Biszkek, Kirgistan
     Awans trzeciej rundy kwalifikacyjnej
| Lp. | Drużyna    | Mecze | Mecze   | Mecze   | Pkt | Sety | Sety | Sety  | Małe punkty | Małe punkty | Małe punkty |
| Lp. | Drużyna    | M     | W (3:2) | P (2:3) | Pkt | wyg. | prz. | ratio | zdob.       | str.        | ratio       |
| --- | ---------- | ----- | ------- | ------- | --- | ---- | ---- | ----- | ----------- | ----------- | ----------- |
| 1   | Kazachstan | 2     | 2 (1)   | 0 (0)   | 5   | 6    | 3    | 2.000 | 202         | 190         | 1.063       |
| 2   | Pakistan   | 2     | 1 (1)   | 1 (1)   | 3   | 5    | 5    | 1.000 | 210         | 204         | 1.029       |
| 3   | Kirgistan  | 2     | 0 (0)   | 2 (1)   | 1   | 3    | 6    | 0.500 | 183         | 201         | 0.910       |

Źródło: fivb.org
Punktacja: 3:0 i 3:1 – 3 pkt; 3:2 – 2 pkt; 2:3 – 1 pkt; 1:3 i 0:3 – 0 pkt
Zasady ustalania kolejności: 1. liczba zwycięstw; 2. liczba punktów; 3. stosunek setów; 4. stosunek małych punktów; 5. bilans w bezpośrednich meczach
| Data       | Godz. | Drużyna 1  | Wynik | Drużyna 2  | 1     | 2     | 3     | 4     | 5     | Widzów | *        |
| ---------- | ----- | ---------- | ----- | ---------- | ----- | ----- | ----- | ----- | ----- | ------ | -------- |
| 2017-05-26 | 19:00 | Pakistan   | 3:2   | Kirgistan  | 25:18 | 25:18 | 15:25 | 22:25 | 16:14 |        | Rezultat |
| 2017-05-27 | 19:00 | Kazachstan | 3:2   | Pakistan   | 21:25 | 25:22 | 25:22 | 18:25 | 15:13 |        | Rezultat |
| 2017-05-28 | 19:00 | Kirgistan  | 1:3   | Kazachstan | 25:27 | 25:21 | 19:25 | 14:25 |       |        | Rezultat |

### Azja Wschodnia
Regionalna federacja zdecydowała się na rozstrzygnięcie awansu do trzeciej rundy kwalifikacyjnej na podstawie pozycji w rankingu FIVB zamiast rozegrania turnieju kwalifikacyjnego.
     Awans do trzeciej rundy kwalifikacyjnej
| Lp. | Drużyna              |
| --- | -------------------- |
| 1   | Chińskie Tajpej (38) |
| 2   | Makau (144)          |

W nawiasach podano pozycję w rankingu FIVB w październiku 2015 r.

### Oceania
Vodafone Arena, Suva, Fidżi
     Awans do trzeciej rundy kwalifikacyjnej
| Lp. | Drużyna       | Mecze | Mecze   | Mecze   | Pkt | Sety | Sety | Sety  | Małe punkty | Małe punkty | Małe punkty |
| Lp. | Drużyna       | M     | W (3:2) | P (2:3) | Pkt | wyg. | prz. | ratio | zdob.       | str.        | ratio       |
| --- | ------------- | ----- | ------- | ------- | --- | ---- | ---- | ----- | ----------- | ----------- | ----------- |
| 1   | Nowa Zelandia | 2     | 2 (0)   | 0 (0)   | 6   | 6    | 1    | 6.000 | 178         | 155         | 1.148       |
| 2   | Fidżi         | 2     | 1 (0)   | 1 (0)   | 3   | 4    | 3    | 1.333 | 164         | 150         | 1.093       |
| 3   | Tonga         | 2     | 0 (0)   | 2 (0)   | 0   | 0    | 6    | 0.000 | 116         | 153         | 0.758       |

Źródło: fivb.org
Punktacja: 3:0 i 3:1 – 3 pkt; 3:2 – 2 pkt; 2:3 – 1 pkt; 1:3 i 0:3 – 0 pkt
Zasady ustalania kolejności: 1. liczba zwycięstw; 2. liczba punktów; 3. stosunek setów; 4. stosunek małych punktów; 5. bilans w bezpośrednich meczach
| Data       | Godz. | Drużyna 1     | Wynik | Drużyna 2     | 1     | 2     | 3     | 4     | 5 | Widzów | *        |
| ---------- | ----- | ------------- | ----- | ------------- | ----- | ----- | ----- | ----- | - | ------ | -------- |
| 2016-10-27 | 19:30 | Nowa Zelandia | 3:0   | Tonga         | 28:26 | 25:19 | 25:21 |       |   |        |          |
| 2016-10-28 | 19:30 | Fidżi         | 3:0   | Tonga         | 25:18 | 25:18 | 25:14 |       |   |        |          |
| 2016-10-29 | 19:30 | Fidżi         | 1:3   | Nowa Zelandia | 27:25 | 19:25 | 21:25 | 22:25 |   |        | Rezultat |

### Azja Południowo-Wschodnia
Nakhon Pathom Municipality Gymnasium, Nakhon Pathom, Tajlandia
     Awans do trzeciej rundy kwalifikacyjnej
| Lp. | Drużyna   | Mecze | Mecze   | Mecze   | Pkt | Sety | Sety | Sety  | Małe punkty | Małe punkty | Małe punkty |
| Lp. | Drużyna   | M     | W (3:2) | P (2:3) | Pkt | wyg. | prz. | ratio | zdob.       | str.        | ratio       |
| --- | --------- | ----- | ------- | ------- | --- | ---- | ---- | ----- | ----------- | ----------- | ----------- |
| 1   | Tajlandia | 2     | 2 (0)   | 0 (0)   | 6   | 6    | 1    | 6.000 | 176         | 151         | 1.166       |
| 2   | Wietnam   | 2     | 1 (0)   | 1 (0)   | 3   | 4    | 3    | 1.333 | 162         | 150         | 1.080       |
| 3   | Mjanma    | 2     | 0 (0)   | 2 (0)   | 0   | 0    | 6    | 0.000 | 115         | 152         | 0.757       |

Źródło: asianvolleyball.net
Punktacja: 3:0 i 3:1 – 3 pkt; 3:2 – 2 pkt; 2:3 – 1 pkt; 1:3 i 0:3 – 0 pkt
Zasady ustalania kolejności: 1. liczba zwycięstw; 2. liczba punktów; 3. stosunek setów; 4. stosunek małych punktów; 5. bilans w bezpośrednich meczach
| Data       | Godz. | Drużyna 1 | Wynik | Drużyna 2 | 1     | 2     | 3     | 4     | 5 | Widzów | *        |
| ---------- | ----- | --------- | ----- | --------- | ----- | ----- | ----- | ----- | - | ------ | -------- |
| 2016-10-07 | 18:00 | Tajlandia | 3:0   | Mjanma    | 27:25 | 25:17 | 25:22 |       |   |        | Rezultat |
| 2016-10-08 | 18:00 | Mjanma    | 0:3   | Wietnam   | 20:25 | 13:25 | 18:25 |       |   |        | Rezultat |
| 2016-10-09 | 18:00 | Tajlandia | 3:1   | Wietnam   | 24:26 | 25:18 | 25:23 | 25:20 |   |        | Rezultat |

### Azja Zachodnia
Regionalna federacja zdecydowała się na rozstrzygnięcie awansu do trzeciej rundy kwalifikacyjnej na podstawie pozycji w rankingu FIVB zamiast rozegrania turnieju kwalifikacyjnego.
     Awans do trzeciej rundy kwalifikacyjnej
| Lp. | Drużyna                            |
| --- | ---------------------------------- |
| 1   | Katar (31)                         |
| 2   | Zjednoczone Emiraty Arabskie (144) |

W nawiasach podano pozycję w rankingu FIVB w październiku 2015 r.

## Trzecia runda kwalifikacyjna (runda finałowa)
Do zwycięzców stref regionalnych dołącyło 5 drużyn najwyżej sklasyfikowanych w rankingu FIVB. Wszystkie 10 drużyn zostało rozdzielonych do dwóch pięciozespołowych grup. 4 zespoły najwyżej w rankingu zostały rozmieszczone w grupach systemem serpentyny, pozostałe 6 drużyn zostały przypisane do grup drogą losowania, które odbyło się 19 marca 2017 r. w Bankgoku. W każdej grupie zostali wybrani gospodarze turniejów grupowych. Rozgrywki były prowadzone systemem kołowym, „każdy z każdym” bez meczów rewanżowych. Po dwa najlepsze zespoły z każdej grupy uzyskały kwalifikację do Mistrzostw Świata w Piłce Siatkowej Mężczyzn 2018.
Skład grup przedstawia tabela:
| Grupa A               | Grupa B              |
| --------------------- | -------------------- |
| Iran (8)              | Australia (13)       |
| Chiny (19)            | Japonia (14)         |
| Korea Południowa (23) | Chińskie Tajpej (38) |
| Katar (31)            | Tajlandia (47)       |
| Kazachstan (40)       | Nowa Zelandia (59)   |

W nawiasach podano pozycję w rankingu FIVB w październiku 2015 r.

### Grupa A
Rezazadeh Stadium, Ardabil, Iran
     Awans na Mistrzostwa Świata w Piłce Siatkowej Mężczyzn 2018
| Lp. | Drużyna          | Mecze | Mecze   | Mecze   | Pkt | Sety | Sety | Sety  | Małe punkty | Małe punkty | Małe punkty |
| Lp. | Drużyna          | M     | W (3:2) | P (2:3) | Pkt | wyg. | prz. | ratio | zdob.       | str.        | ratio       |
| --- | ---------------- | ----- | ------- | ------- | --- | ---- | ---- | ----- | ----------- | ----------- | ----------- |
| 1   | Iran             | 4     | 4 (0)   | 0 (0)   | 12  | 12   | 0    | MAX   | 306         | 232         | 1.319       |
| 2   | Chiny            | 4     | 3 (0)   | 1 (0)   | 9   | 9    | 4    | 2.250 | 315         | 289         | 1.090       |
| 3   | Katar            | 4     | 2 (1)   | 2 (0)   | 5   | 6    | 8    | 0.750 | 301         | 308         | 0.977       |
| 4   | Korea Południowa | 4     | 1 (0)   | 3 (1)   | 4   | 5    | 10   | 0.500 | 319         | 335         | 0.952       |
| 5   | Kazachstan       | 4     | 0 (0)   | 4 (0)   | 0   | 2    | 12   | 0.167 | 273         | 350         | 0.780       |

Źródło: asianvolleyball.net
Punktacja: 3:0 i 3:1 – 3 pkt; 3:2 – 2 pkt; 2:3 – 1 pkt; 1:3 i 0:3 – 0 pkt
Zasady ustalania kolejności: 1. liczba zwycięstw; 2. liczba punktów; 3. stosunek setów; 4. stosunek małych punktów; 5. bilans w bezpośrednich meczach
| Data       | Godz. | Drużyna 1        | Wynik | Drużyna 2        | 1     | 2     | 3     | 4     | 5     | Widzów | *  |
| ---------- | ----- | ---------------- | ----- | ---------------- | ----- | ----- | ----- | ----- | ----- | ------ | -- |
| 2017-08-10 | 15:30 | Korea Południowa | 2:3   | Katar            | 25:21 | 25:15 | 21:25 | 18:25 | 13:15 | 400    | 1  |
| 2017-08-10 | 18:00 | Chiny            | 3:1   | Kazachstan       | 25:15 | 25:21 | 22:25 | 25:23 |       | 500    | 2  |
| 2017-08-11 | 15:30 | Katar            | 0:3   | Chiny            | 22:25 | 21:25 | 22:25 |       |       | 3500   | 3  |
| 2017-08-11 | 18:00 | Iran             | 3:0   | Korea Południowa | 25:10 | 27:25 | 25:18 |       |       | 6500   | 4  |
| 2017-08-12 | 15:30 | Kazachstan       | 0:3   | Katar            | 21:25 | 17:25 | 18:25 |       |       | 3500   | 5  |
| 2017-08-12 | 18:00 | Iran             | 3:0   | Chiny            | 25:21 | 29:27 | 25:20 |       |       | 600    | 6  |
| 2017-08-13 | 15:30 | Korea Południowa | 0:3   | Chiny            | 18:25 | 20:25 | 23:25 |       |       | 3200   | 7  |
| 2017-08-13 | 18:00 | Iran             | 3:0   | Kazachstan       | 25:18 | 25:17 | 25:16 |       |       | 6000   | 8  |
| 2017-08-14 | 15:30 | Korea Południowa | 3:1   | Kazachstan       | 25:18 | 25:12 | 28:30 | 25:22 |       | 3500   | 9  |
| 2017-08-14 | 18:00 | Iran             | 3:0   | Katar            | 25:22 | 25:19 | 25:19 |       |       | 6500   | 10 |

### Grupa B
AIS Arena, Canberra, Australia
     Awans na Mistrzostwa Świata w Piłce Siatkowej Mężczyzn 2018
| Lp. | Drużyna         | Mecze | Mecze   | Mecze   | Pkt | Sety | Sety | Sety  | Małe punkty | Małe punkty | Małe punkty |
| Lp. | Drużyna         | M     | W (3:2) | P (2:3) | Pkt | wyg. | prz. | ratio | zdob.       | str.        | ratio       |
| --- | --------------- | ----- | ------- | ------- | --- | ---- | ---- | ----- | ----------- | ----------- | ----------- |
| 1   | Japonia         | 4     | 4 (1)   | 0 (0)   | 11  | 12   | 2    | 6.000 | 335         | 239         | 1.402       |
| 2   | Australia       | 4     | 3 (0)   | 1 (1)   | 10  | 11   | 3    | 3.667 | 324         | 287         | 1.129       |
| 3   | Chińskie Tajpej | 4     | 2 (0)   | 2 (0)   | 6   | 6    | 6    | 1.000 | 276         | 271         | 1.018       |
| 4   | Tajlandia       | 4     | 1 (0)   | 3 (0)   | 3   | 3    | 10   | 0.300 | 273         | 307         | 0.889       |
| 5   | Nowa Zelandia   | 4     | 0 (0)   | 4 (0)   | 0   | 1    | 12   | 0.083 | 221         | 325         | 0.680       |

Źródło: asianvolleyball.net
Punktacja: 3:0 i 3:1 – 3 pkt; 3:2 – 2 pkt; 2:3 – 1 pkt; 1:3 i 0:3 – 0 pkt
Zasady ustalania kolejności: 1. liczba zwycięstw; 2. liczba punktów; 3. stosunek setów; 4. stosunek małych punktów; 5. bilans w bezpośrednich meczach
| Data       | Godz. | Drużyna 1       | Wynik | Drużyna 2       | 1     | 2     | 3     | 4     | 5     | Widzów | *  |
| ---------- | ----- | --------------- | ----- | --------------- | ----- | ----- | ----- | ----- | ----- | ------ | -- |
| 2017-07-12 | 17:00 | Chińskie Tajpej | 0:3   | Japonia         | 19:25 | 19:25 | 19:25 |       |       | 500    | 1  |
| 2017-07-12 | 20:10 | Australia       | 3:0   | Nowa Zelandia   | 25:12 | 25:18 | 25:18 |       |       | 1000   | 2  |
| 2017-07-13 | 17:00 | Japonia         | 3:0   | Nowa Zelandia   | 25:11 | 25:16 | 25:10 |       |       | 400    | 3  |
| 2017-07-13 | 20:10 | Australia       | 3:0   | Tajlandia       | 25:20 | 25:21 | 25:19 |       |       | 1000   | 4  |
| 2017-07-14 | 11:00 | Chińskie Tajpej | 3:0   | Nowa Zelandia   | 25:17 | 25:21 | 25:16 |       |       | 300    | 5  |
| 2017-07-14 | 14:00 | Japonia         | 3:0   | Tajlandia       | 25:12 | 25:18 | 25:16 |       |       | 400    | 6  |
| 2017-07-15 | 17:00 | Chińskie Tajpej | 3:0   | Tajlandia       | 25:22 | 25:23 | 25:22 |       |       | 700    | 7  |
| 2017-07-15 | 20:00 | Australia       | 2:3   | Japonia         | 22:25 | 25:23 | 14:25 | 25:22 | 13:15 | 1200   | 8  |
| 2017-07-16 | 14:00 | Tajlandia       | 3:1   | Nowa Zelandia   | 25:20 | 25:16 | 25:27 | 25:19 |       | 300    | 9  |
| 2017-07-16 | 17:10 | Australia       | 3:0   | Chińskie Tajpej | 25;23 | 25:23 | 25:23 |       |       | 800    | 10 |